# Artur Kościuk
Artur Kościuk (ur. 22 czerwca 1974 w Łodzi) – polski piłkarz grający na pozycji obrońcy. Grał m.in. w Odrze Wodzisław Śląski, ŁKS Łódź, KSZO Ostrowiec Świętokrzyski i Górniku Łęczna. Na najwyższym szczeblu rozgrywkowym wystąpił w 197 meczach i zdobył 2 bramki. Z Polonią Warszawa zdobył Superpuchar Polski.